# 톰 허들스톤
토머스 앤드류 "톰" 허들스톤(Thomas Andrew "Tom" Huddlestone, 1986년 12월 28일~)은 잉글랜드의 전직 축구 선수이자 현 축구 지도자로 현재 EFL 리그 원의 버밍엄 시티의 수석 코치로 활동 중이다.

## 클럽 경력
노팅엄에서 태어난 톰 허들스톤은 이른 나이에 노팅엄 포레스트에 입단했지만 12살때 "충분히 강하지 않다"라는 평가를 받으며 방출되었다. 이후, 그는 더비 카운티에 합류해 잘 성장해서 불과 15세의 나이에 코번트리 시티와 경기에서 오른쪽 윙백으로 80분에 교체해 들어가면서 더비 카운티의 2군에 데뷔했다. 16세의 나이에 조지 벌리 감독이 이끌었던 2003-04 시즌의 개막전에서 자신의 첫 선발출전을 했다. 팀은 스토크 시티에 3-0 홈에서 패배했으나 그는 이 경기의 최우수선수로 뽑혔다. 팀은 허들 스톤의 첫 풀 시즌에 좋지 못했지만, 그는 벌리 감독에게 "그는 최고의 재능을 가졌으며 젊은 선수로 지금까지 보았던 또는 지도한 선수 중 최고 패서이다"라는 말을 들었다. 그는 결국 그 시즌에 더비의 46 리그 경기중 43경기에 출전했다. 더비 카운티가 영국 축구 리그 디비전원 플레이오프에 진출했다가 준결승에서 프레스턴 노스 엔드에 패한 2004-05 시즌에도 그는 아주 좋은 시즌을 보냈다. 시즌 중간인 2005년 1월에 250만 파운드로 알려진 이적료로 토트넘 핫스퍼로 이적했지만, 시즌 끝까지 더비에 남아있었다. 토트넘 핫스퍼에서는 울버햄프튼 원더러스에 임대되었던 2005-06 시즌은 제외하고 2013년까지 144경기에 출전했다. 2013년 8월, 프리미어 리그로 승격한 헐 시티 타이거즈로 3년 계약을 맺고 이적하였다.

## 우승 경력
토트넘 홋스퍼
- 풋볼 리그 컵: 2007-08